# Berthelsdorf
Berthelsdorf (alt sòrab: Batromjecy) és un antic municipi alemany que pertany a l'estat de Saxònia. El 2011 tenia 1.055 habitants. Es desconeix la data exacta de la seva fundació. El 2013 fou incorporat al municipi de Herrnhut.